# Russian Sleep Experiment
Russian Sleep Experiment (o Experiment Rus del Son) és una creepypasta que explica la història de cinc subjectes de prova exposats a un estimulant experimental inhibidor del son en un experiment científic de l'era soviètica, que s'ha convertit en la base d'una llegenda urbana.

## Orígens
Segons Russia Beyond, la història es va originar en un fòrum que desafiava els usuaris a crear "la 'llegenda urbana' més aterridora". Moltes organitzacions de notícies, incloses Snopes, News.com.au i LiveAbout, remunten els orígens de la història al lloc web Creepypasta, conegut ara com a Creepypasta Wiki, publicat el 10 d'agost de 2010 per un usuari anomenat OrangeSoda, el nom real del qual actualment es desconeix.

## Història
La història explica un experiment ambientat a finals dels anys quaranta en una instal·lació de proves soviètiques encobertes. En un experiment científic sancionat per l'exèrcit , cinc presos polítics es van mantenir en una cambra de gas segellada, amb un estimulant aeri administrat contínuament per mantenir els subjectes desperts durant 30 dies consecutius. Es va prometre falsament als presoners que serien alliberats de la presó si completaven l'experiment. Els subjectes es van comportar com de costum durant els primers dies, parlant entre ells i xiuxiuejant amb els investigadors a través del vidre unidireccional, tot i que es va assenyalar que les seves discussions es van anar fent més fosques en la matèria. Després de nou dies, un subjecte va començar a cridar incontrolablement durant hores, mentre que els altres no tenien cap reacció al seu esclat. L'home va cridar durant tant de temps que es va trencar les cordes vocals i, en conseqüència, va quedar mut. Quan el segon va començar a cridar, els altres van evitar que els investigadors miressin cap a dins enganxant pàgines de llibres esquinçats i les seves pròpies femtes a les finestres del portell. Van passar uns dies sense que els investigadors poguessin mirar cap a dins, durant els quals la cambra va estar completament en silenci. Els investigadors van utilitzar l'intercomunicador per comprovar si els subjectes encara eren vius i van obtenir una resposta breu d'un subjecte que expressava el seu assentiment.
El dia 15, els investigadors van decidir apagar el gas estimulant i tornar a obrir la cambra. Els subjectes no volien que s’apagués el gas, per por que s’adormissin. En mirar l'interior, van descobrir que els quatre subjectes que sobrevivien havien realitzat letals i greus mutilacions i esventrament en si mateixos durant els últims dies, incloent-hi l'esquinç de la carn i els músculs, l'eliminació de múltiples abdominals òrgans interns, la pràctica de l'autocanibalisme en si mateixos, així com el canibalisme en altres membres, i hi havia un toll de sang de fins a 10 cm (4 polzades) i aigua acumulant-se a terra amb trossos de carn del segon subjecte al desguàs, que es va trobar mort a terra tan aviat com es va obrir la cambra. Els subjectes es van negar violentament a abandonar la cambra i van suplicar als científics que continuessin administrant l'estimulant, assassinant un soldat i ferint greument un altre que intentà eliminar-los. Després de ser retirats de la cambra, es va demostrar que tots els subjectes presentaven agressivitat extrema, resistència sense precedents a drogues i sedants, la capacitat de mantenir-se vius malgrat lesions letals i el desig desesperat de mantenir-se desperts i rebre l'estimulant que els impedia dormir. També es va comprovar que si algun dels subjectes s’adormia, moriria.
Després d’haver estat tractats una mica per les seves greus ferides, els tres subjectes supervivents es van preparar per tornar a la cambra de gas amb l'estimulant per ordre dels oficials militars (encara que contra la voluntat dels investigadors), amb monitors EEG que mostraven breus moments recurrents de mort cerebral. Abans de tancar la cambra, un dels subjectes es va adormir i va morir, i l'únic subjecte que podia parlar va cridar perquè fos immediatament tancat a la cambra. El comandant militar va ordenar que es tanquessin tres investigadors més a l'interior de la cambra al costat dels dos subjectes restants. Un investigador va treure immediatament l'arma i va matar el comandant i el subjecte mut disparant-los tots dos al cap, fent que l'altra persona fugís de l'habitació. Amb només un subjecte supervivent, l'investigador terroritzat va explicar que no permetria tancar-se en una habitació amb monstres que ja no es podrien anomenar persones. Va preguntar desesperadament quina era la motivació, al qual el subjecte va somriure i es va identificar a si mateix i als altres subjectes caiguts com un mal inherent a la ment humana que es manté sota control per l'acte de dormir. Després d’una breu pausa, l’investigador va disparar el pres al cor i, amb el seu alè moribund va caure a terra, el subjecte va murmurar les seves últimes paraules; "Així que... gairebé ... lliure...".

## Popularitat i acollida
Russian Sleep Experiment es va fer molt popular en publicar-se originalment. Alguns ho consideraren com la història de creepypasta més gran i compartida mai feta i Josh Millican, de Dread Central, la qualificaren d'"una de les llegendes urbanes més impactants i xocants de l'era d'Internet". Gran part del debat en línia i fora de xarxa vorejava la creença de molts que la història fos real en lloc de ficció, i per tant, molts articles buscaren desacreditar aquesta afirmació. També suscità una discussió més general sobre la naturalesa viral de les històries de creepypasta.
Aquesta història creepypasta és compartida sovint al costat d’una imatge d’una figura demoníaca grotesca, que es considera que és un dels subjectes de la prova. La imatge és realment un material animatrònic de Halloween de mida natural anomenat "Spazm".

## Crítica literària
Al capítol ""Horror Memes and Digital Culture" del The Palgrave Handbook of Contemporary Gothic, de Tosha R. Taylor va escriure que el creepypasta "reflecteix ansietats polítiques residuals, ja que pretén revelar un esforç secret de la mà de científics russos a la Segona Guerra Mundial". Aleksandra Serwotka i Anna Stwora van examinar el "Russian Sleep Experiment" i altres creepypasta, afirmant que la majoria de creepypasta que se centraven en experiments inclouen científics que "sovint d'alguna manera estan relacionats amb l'Alemanya nazi o la Rússia soviètica".
Sonali Srivastav i Shikha Rai van fer comparacions entre "Russian Sleep Experiment" i la minisèrie Ghoul del 2018, assenyalant que la sèrie es va inspirar en la creepypasta.

## Adaptacions
La popularitat de The Russian Sleep Experiment ha comportat diverses adaptacions al llarg dels anys. El 2015 es va publicar una novel·la inspirada en el conte original, però ara està descatalogada.
L’obra de teatre 2019 Subject UH1317 - When Science Traces A Deadly Turn es basa en la breu història.
A principis del 2018 va començar a produir-se a Irlanda un thriller psicològic basat en el relat breu dirigit per John Farrelly. El 2020 es va estrenar la pel·lícula The Sleep Experiment.
El juliol de 2019, l'autor de terror Jeremy Bates va publicar The Sleep Experiment, una novel·la molt basada en el relat breu original.
S'han creat diverses adaptacions més, inclosa una pel·lícula basada en el relat breu titulat The Soviet Sleep Experiment, amb Chris Kattan com a protagonista i Barry Andersson com a director. El rodatge de la pel·lícula va tenir lloc a Lakeville (Minnesota) durant el 2018.